# Andrena stepposa
Andrena stepposa là một loài Hymenoptera trong họ Andrenidae. Loài này được Osytshnjuk mô tả khoa học năm 1977.